# Откосная
Откосная — река в России, протекает по Чугуевскому району Приморского края. Длина реки — 64 км. Площадь водосборного бассейна — 1040 км².
Начинается к северу от горы Безымянная в гористой местности, поросшей кедрово-берёзовым лесом. Течёт сначала на северо-запад и запад, затем меняет направление течения на юго-западное, сохраняя его до устья. В среднем и нижнем течении долина Откосной заболочена, в низовьях болота подверглись мелиорации. Вдоль реки идёт дорога Пожига — Саратовка. На левом берегу реки — сёла Лесогорье и Самарка. Бассейн реки занят кедрово-дубовыми лесами. Откосная впадает в Журавлёвку справа в 15 км от её устья около Самарки. В низовьях имеет ширину 15, в среднем течении — 20-25 м при глубине 0,6-0,7 м.

## Притоки
Объекты перечислены по порядку от устья к истоку.
- 9 км: Малая Откосная (пр.)
- 13 км: Шуровский (пр.)
- 16 км: Моленный (лв.)
- 22 км: Дорохин Правый (лв.)
- 24 км: Комиссаровский (лв.)
- 31 км: Грязная (пр.)
- 46 км: Кочковатый (лв.)
- 52 км: Козлиный Ключ (лв.)

## Данные водного реестра
По данным государственного водного реестра России относится к Амурскому бассейновому округу, водохозяйственный участок реки — Уссури от истока до впадения реки Большая Уссурка без реки Сунгача, речной подбассейн реки — Уссури (российская часть бассейна). Речной бассейн реки — Амур.
Код объекта в государственном водном реестре — 20030700212118100052964.